# Voiteg
Voiteg (en hongrois : Vejte, en allemand : Wojtek) est une commune du județ de Timiș en Roumanie.